# Metrovacesa
Metrovacesa est une entreprise espagnole.
Ses actionnaires sont :
1. Roman Sanahuja Pons                      39.61 % 
2. Joaquim Rivero Valcarce                  19,48 % 
3. Inversiones Hemisferio, S.L.              5.18 % 
4. C.C.M.-Corporation                        2,22 % 
5. Autres membres du conseil d'administration    2.49 % 
6. Batista Soler Crespo                      1.30 %
7. Flottant                                     16,38 % 
Le président du conseil d'administration est Joaquim Rivero Valcarce.